# Old Edwardians FC
L'Old Edwardians FC és un club de futbol de Sierra Leone de la ciutat de Freetown. Disputa els seus partits a l'Estadi Nacional de Sierra Leone. També és conegut com a Old Edwards o simplement Edwards. El seu uniforme és blau.

## Palmarès
- Lliga de Sierra Leone de futbol:[2]
  - 1990
- Copa de Sierra Leone de futbol:[3]
  - 1984, 2001

## Futbolistes destacats
- Mohamed Kallon
- Ibrahim Kargbo
- Mustapha Bangura
- Lamin Junior Tumbu Conteh
- Abu Bakarr Tostao Kamara
- Lyndon Kallalah Thomas
- John Agina Sesay